# Praça da República (Belém)
A Praça da República é um logradouro brasileiro situado no Largo da Campina, na cidade brasileira de Belém (capital do Pará). Inicialmente foi o Cemitério da Paz e armazém de pólvora.

## História
No início o Largo da Campina, era um imenso terreno descampado que, ficava entre o bairro da Campina e a estrada que levava à então ermida (capela) de Nossa Senhora de Nazaré na época da Capitania do Grão-Pará (1621–1821), um lugar ermo no bairro de nazaré ao lado do rio Murutucu que foi construída por seguidores (ribeirinhos e desvalidos) da imagem religiosa encontrada neste rio pelo caboclo chamado Plácido.
Em 1756, houve uma endemia grave de varíola na então capitania do Grão-Pará, vitimando vários belenenses, sendo necessário construir um cemitério no Largo da Campina, no bairro de mesmo nome, o Cemitério da Paz, uma infraestrutura ruim, sem muros, sem capela e, com covas rasas, onde foram enterradas pessoas em situação de pobreza e escravizados.
Tradicionalmente em Belém, as pessoas que faziam parte de irmandades religiosas e da elite eram seputadados dentro das igrejas - o enterro barroco - somente as pessoas em situação de pobreza e escravizados no cemitério. Mas com o surto de cólera e varíola, o aumento de falecidos com cerca de 30 mil vítimas, foi então proibido o sepultamento nas igrejas – medidas de higienização - sendo necessário todos serem enterrados no cemitério, tornando necessário a construção de cemitérios.
Mas o Cemitério da Paz era dos "indígnos" e a elite ainda era clandestinamente sepultados nas igrejas. Então, em janeiro de 1850 foi inaugurado o cemitério/necrópole no bairro de Batista Campos em uma área de 76 340 m², por Joaquim Vitorino de Sousa Cabral.
Ocorrendo grande resistência dessas classes a aderirem ao uso de cemitérios, logo foi criado o modelo de nécropole municipal, seguindo os moldes europeus, com capela e espaço delimitado, para assim convencer à aderirem o seu uso.
Anos após o fim do surto endêmico, o cemitério foi desativado. Neste local o governo da província ergueu um armazém para guardar pólvora, chamando o também de Largo da Pólvora. Uma forca foi erguida, mas não há registro de enforcamento.[carece de fontes?]
Posteriormente, em homenagem ao Imperador do Brasil, foi batizada de Praça Dom Pedro II, mas continuava sendo um grande terreno descampado e sem urbanização.
Em 1850, se plantou algumas árvores, mas desordenadamente. Então iniciou o período da Belle Epoque, e a nova elite (chamada de elite da borracha) que viviam a moda europeia, pressionou o governo da província para melhorias, e contratou o engenheiro militar pernambucano José Tibúrcio Pereira Magalhães para projetar um teatro, inspirado na edificação italiana Teatro alla Scala (Itália). Em 3 de março de 1869, o arcebispo-primaz Antônio de Macedo Costa lançou a pedra fundamental batizou com o nome "Nossa Senhora da Paz", em referência ao fim da Guerra do Paraguai (1864-1870). Com a inauguração do teatro em 1878 houve uma urbanização modesta. Seu nome definitivo veio com a troca de regime com o fim da monarquia, ganhando a denominação de “Praça da República”.
A presença do teatro impactou a região, valorizando-a e consolidando-a como pólo cultural da cidade de Belém; assim criava-se o polígono da cultura, que era formado por Palace Bolonha, Grande Hotel, Cine Olympia e, Theatro da Paz, local onde ocorriam muitas visitas ilustres e local comum de reunião da aristocracia de Belém que, elegantemente trajados à moda parisiense desfilava joias e vaidades.
O governador Justo Chermont idealizou a construção de um monumento em homenagem à república, em 1889. A pedra fundamental foi colocada no ano seguinte, mas foi um concurso que decidiu a forma do monumento. A vencedora foi Michele Sebastiano.
Inaugurado em 15 de novembro de 1897 e, todo em mármore de carrara, o monumento tem 20 m. A estátua é de uma mulher, representando o regime republicano, com um ramo de oliveira na mão, simbolizando a paz. O gênio alado, sobre o primeiro degrau da obra apoiado no leão, ergue o estandarte da república gritando: “Liberdade!”.

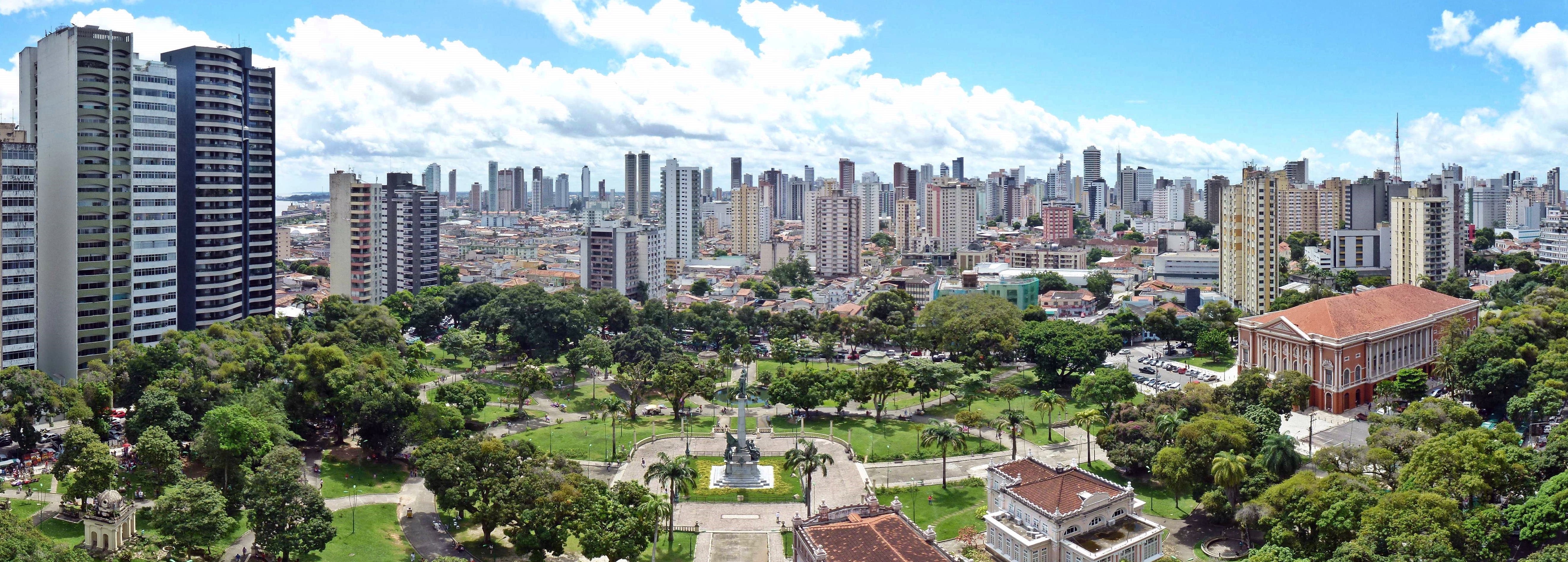
Vista panorâmica da Praça da República.

Do outro lado do degrau, a História registra a data da proclamação da república. Dois artistas erguem os escudos da “Probidade” e da “União”. As quatro placas em homenagem a Floriano Peixoto, José Bonifácio, Tiradentes e Beijamim Constant foram anexadas ao monumento na segunda gestão de Abelardo Conduru.
A primeira tentativa de urbanização da Praça foi em 1901, com o intendente de Belém, Arthur Índio do Brasil. Fez-se o calçamento nas suas avenidas, acimentou os passeios, colocaram-se chafarizes, bancos e ajardinou-se as alamedas.
Porém, foi Antônio Lemos, em 1897, fez sérias críticas ao projeto urbanístico da praça no relatório ao concelho de intendência municipal. Chamou o ajardinamento do local de “aleijão da arte de floricultura com canteiros de mais de um metro de altura, alinhados perpendicularmente, com simetria fadigante, que irritavam a transeunte mais calmo”. Ele modificou completamente a aparência do logradouro, trocando, inclusive, a pavimentação das ruas que limitavam a praça por paralelepípedos.
Durante o governo de Virgínio Mendonça, foram construídos dois pavilhões na praça, o maior hoje é o Teatro Waldemar Henrique, o menor abrigando a Escola de Arte da Universidade Federal do Pará.
Hoje a praça da República tornou-se palco de grandes comemorações como o Círio de Nazaré, o Dia da Raça e o desfile de 7 de setembro.

## Características arquitetônicas
A Praça da República é conhecida por seus belos elementos arquitetônicos. A praça é cercada por vários edifícios importantes, incluindo o Theatro da Paz, um teatro neoclássico, e o Palácio Antônio Lemos, um grande edifício que atualmente abriga o Museu de Arte de Belém.

## Atividades culturais
A Praça da República é um polo de eventos e atividades culturais. Frequentemente recebe shows, exposições de arte e festivais, atraindo moradores e turistas. A praça serve como um local para celebrações e reuniões durante ocasiões importantes.

## Galeria

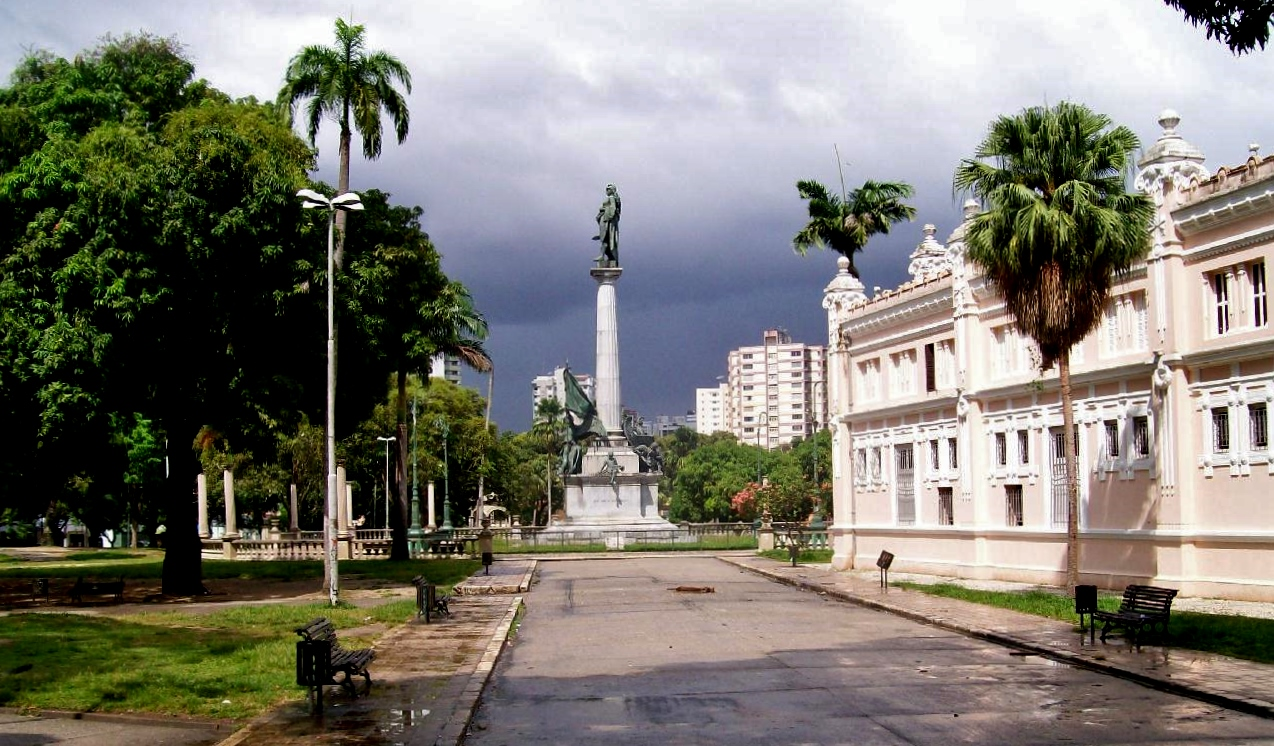
Monumento a República.
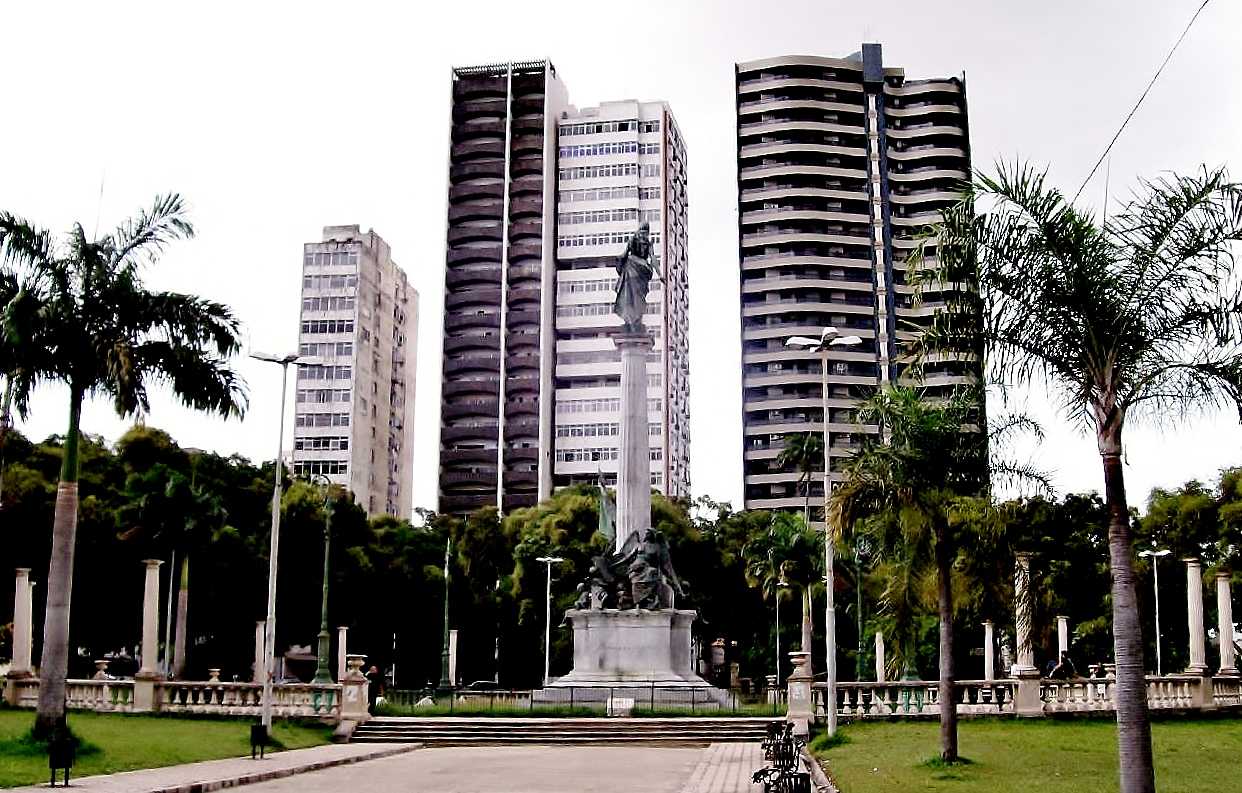
Praça da República e seu muro de concreto.
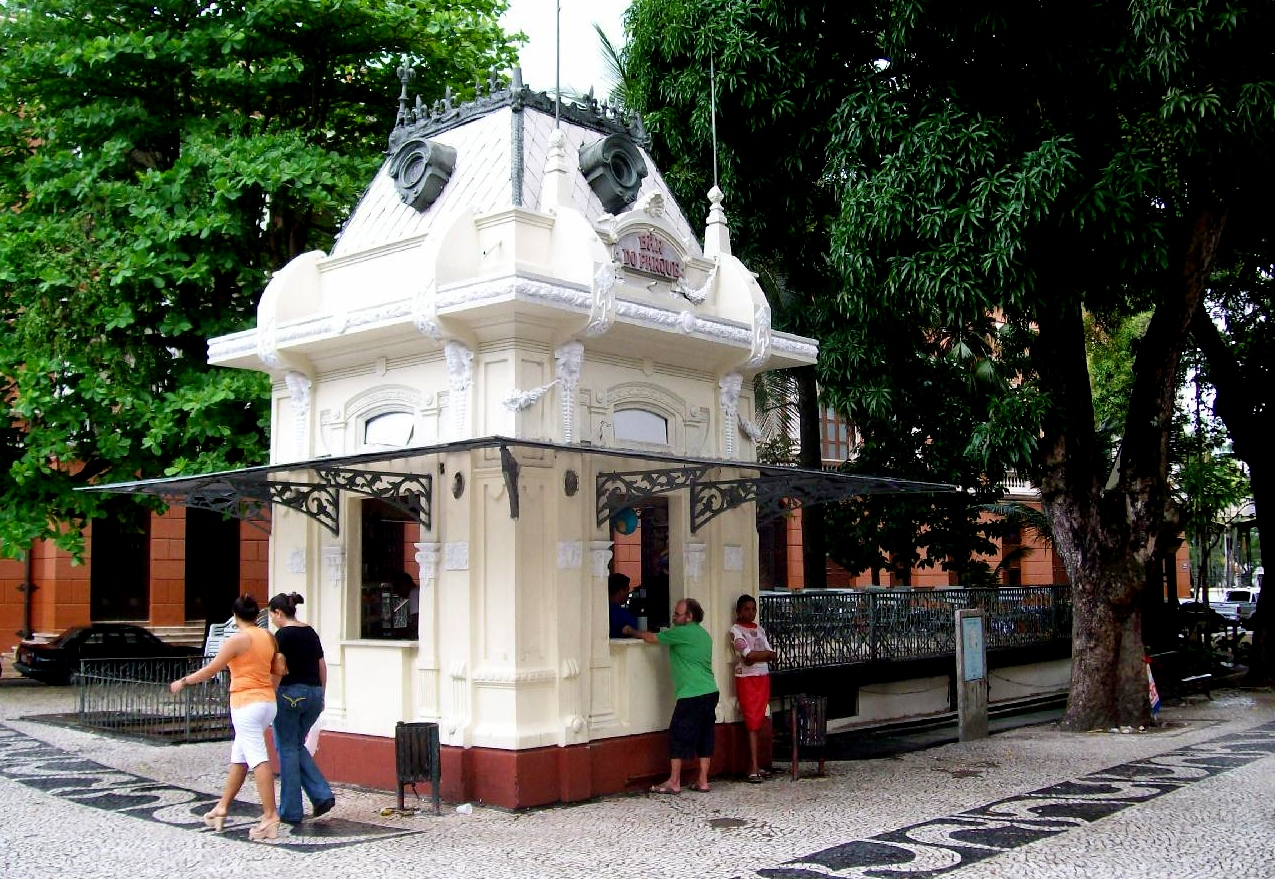
Bar do Parque.
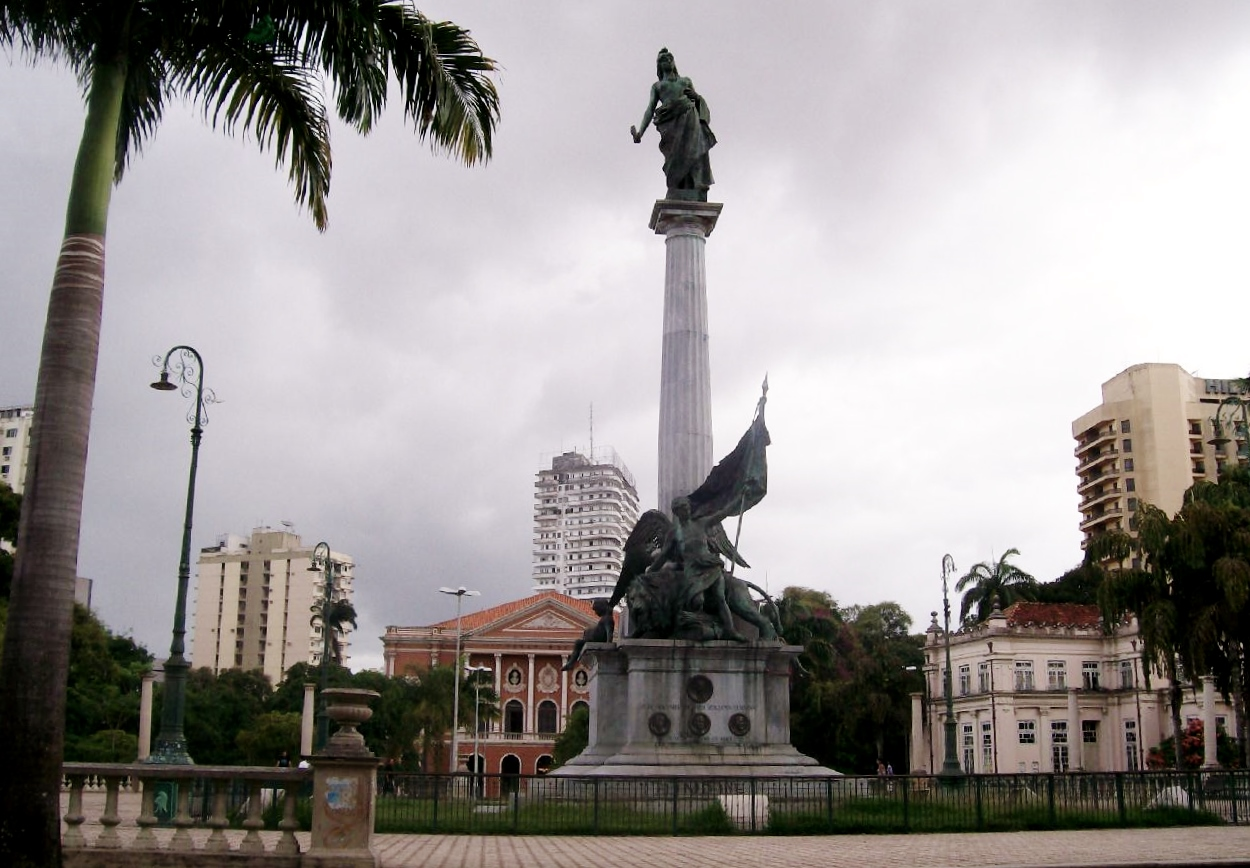
Praça da República.
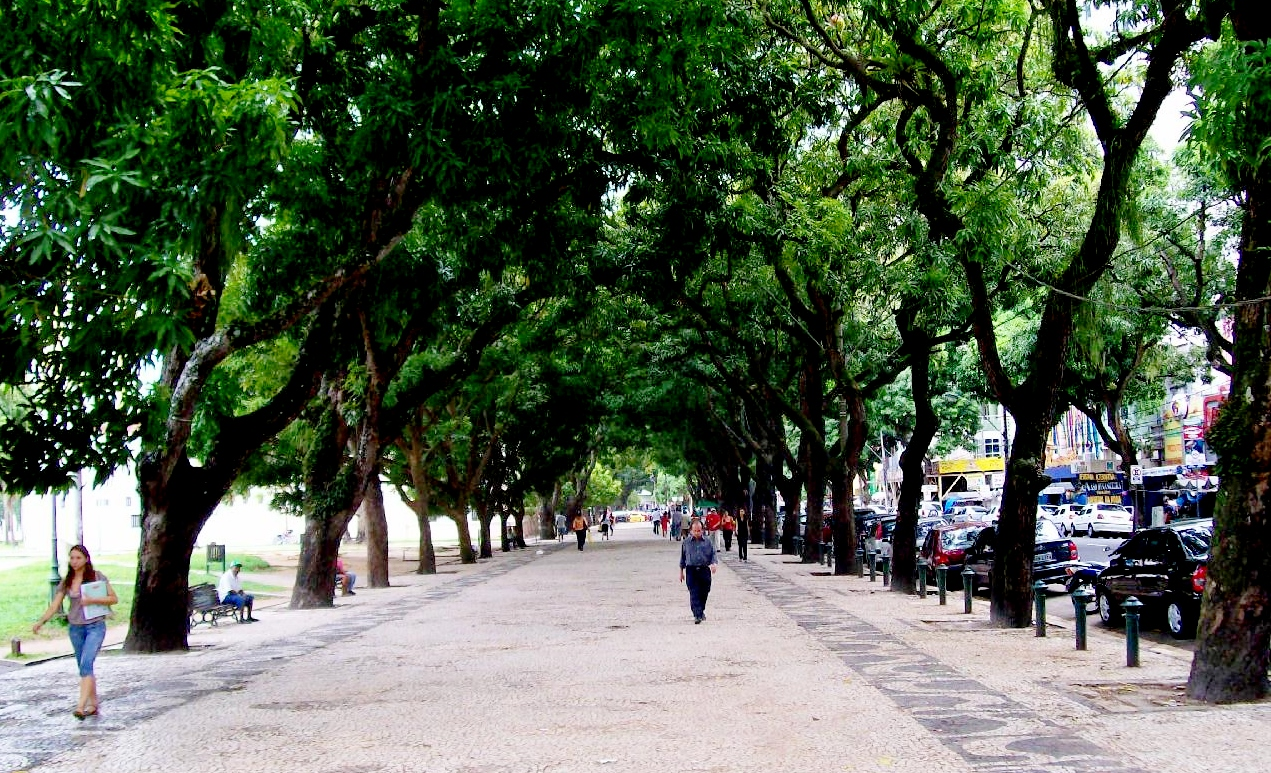
Corredor Verde.
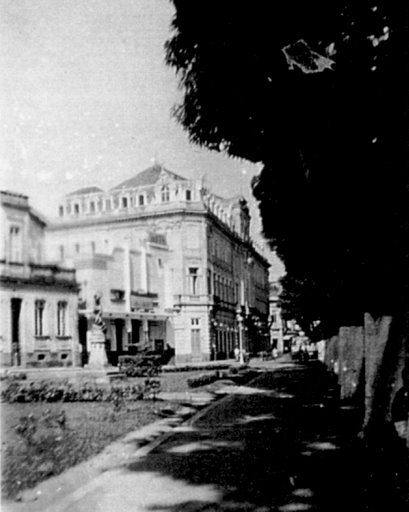
Grande Hotel, 1949.
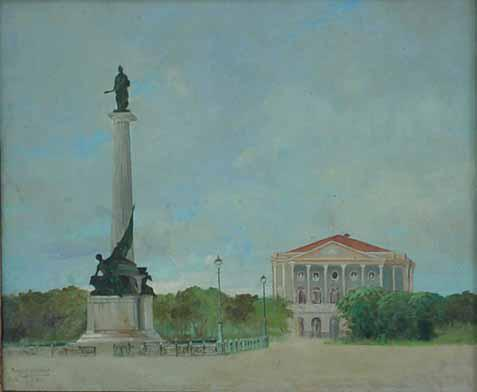
Antônio Parreiras, Praça da República, 1905